# Myosotis goyenii
Myosotis goyenii är en strävbladig växtart som beskrevs av Donald Petrie. Myosotis goyenii ingår i släktet förgätmigejer, och familjen strävbladiga växter. Inga underarter finns listade i Catalogue of Life.